# Coelhoso
Coelhoso es una freguesia portuguesa del municipio de Braganza, con 20,23 km² de superficie y 299 habitantes (2001). Su densidad de población es de 14,8 hab/km².